# William Stirling-Hamilton, 10. Baronet
Sir William Stirling-Hamilton, 10. Baronet CB (geborener Hamilton, * 17. September 1830; † 27. September 1913) war ein britischer General.

## Leben
Er war der älteste Sohn des Philosophen Sir William Hamilton, 9. Baronet, aus dessen Ehe mit Janet Marshall.
Beim Tod seines Vaters erbte er 1856 dessen Adelstitel als Baronet, of Preston in the County of Haddington. 1889 ergänzte er seinen Familiennamen um den seiner Großmutter väterlicherseits zu Stirling-Hamilton.
Er durchlief eine Ausbildung zum Ingenieur und arbeitete von 1855 bis 1857 in Peschawar in Britisch-Indien. 1857 nahm er an der Niederschlagung des Sepoyaufstands teil. 1866 wurde er Captain der Royal Artillery. 1872 wurde er Major der Royal Horse Artillery und 1875 Lieutenant-Colonel. Von 1881 bis 1885 war er Oberbefehlshaber der Royal Artillery im Western District. 1889 wurde er zum Lieutenant-General befördert. 1895 wurde er zum General befördert und zum Colonel Commandant ernannt. 1907 wurde er als Companion des Order of the Bath ausgezeichnet.
Als Stirling-Hamilton 1913 starb, erbte sein älterer Sohn William seinen Adelstitel.

## Ehe und Nachkommen
1856 heiratete er Eliza Marcia Barr, die Tochter eines Major-General. Mit ihr hatte er fünf Töchter und zwei Söhne:
- Louisa Stirling-Hamilton († 1863);
- Janet Stirling-Hamilton († 1941);
- Elizabeth Stirling-Hamilton;
- Mary Stirling-Hamilton († 1949);
- Eliza Stirling-Hamilton († 1933);
- Sir William Stirling-Hamilton, 11. Baronet (1868–1946) ⚭ 1902 Mabel Mary Tyndall;
- John Stirling-Hamilton (1873–1932).